# Battlefield (computerspelserie)
Battlefield is een reeks van first-person shooters ontwikkeld door EA Digital Illusions CE (DICE) en uitgegeven door Electronic Arts.
In 2015 kwam Battlefield Hardline uit, dat het eerste spel in de Battlefield-serie is dat niet door EA DICE is ontwikkeld, maar door Visceral Games (in samenwerking met DICE).

## Spellen
| Release | Titel                        | Platform                                                                   | Thema                  | Uitbreidingen                                                           |
| ------- | ---------------------------- | -------------------------------------------------------------------------- | ---------------------- | ----------------------------------------------------------------------- |
| 2002    | Battlefield 1942             | Max OS X, Windows                                                          | Tweede Wereldoorlog    | The Road to Rome, Secret Weapons of WWII                                |
| 2004    | Battlefield Vietnam          | Windows                                                                    | Vietnamoorlog          |                                                                         |
| 2005    | Battlefield 2                | Windows                                                                    | Fictieve oorlog        | Special Forces, Modern Combat, Euro Force, Armored Fury                 |
| 2005    | Battlefield 2: Modern Combat | PlayStation 2, Xbox, Xbox 360                                              | Fictieve oorlog        |                                                                         |
| 2006    | Battlefield 2142             | Max OS X, Windows                                                          | Fictieve oorlog        | Northern Strike                                                         |
| 2008    | Battlefield: Bad Company     | PlayStation 3, Xbox 360                                                    | Fictieve oorlog        |                                                                         |
| 2009    | Battlefield Heroes           | Windows                                                                    | Fictieve oorlog        |                                                                         |
| 2009    | Battlefield 1943             | PlayStation 3, Xbox 360                                                    | Tweede Wereldoorlog    |                                                                         |
| 2010    | Battlefield: Bad Company 2   | PlayStation 3, Windows, Xbox 360                                           | Fictieve oorlog        | Vietnam                                                                 |
| 2010    | Battlefield Online           | Windows                                                                    | Fictieve oorlog        |                                                                         |
| 2011    | Battlefield Play4Free        | Windows                                                                    | Fictieve oorlog        |                                                                         |
| 2011    | Battlefield 3                | PlayStation 3, Windows, Xbox 360                                           | Fictieve oorlog        | Back to Karkand, Close Quarters, Armored Kill, Aftermath, End Game      |
| 2013    | Battlefield 4                | PlayStation 3, PlayStation 4, Windows, Xbox 360, Xbox One                  | Fictieve oorlog        | China Rising, Second Assault, Naval Strike, Dragon's Teeth, Final Stand |
| 2015    | Battlefield Hardline         | PlayStation 3, PlayStation 4, Windows, Xbox 360, Xbox One                  | Politie vs. criminelen | Criminal Activity, Robbery, Blackout, Getaway, Betrayal                 |
| 2016    | Battlefield 1                | PlayStation 4, Windows, Xbox One                                           | Eerste Wereldoorlog    | They Shall Not Pass, In The Name of The Tsar, Turning Tides, Apocalypse |
| 2018    | Battlefield V                | PlayStation 4, Windows, Xbox One                                           | Tweede Wereldoorlog    |                                                                         |
| 2021    | Battlefield 2042             | PlayStation 4, PlayStation 5, Windows, Xbox One, Xbox Series X en Series S | Fictieve oorlog        |                                                                         |
| 2022    | Battlefield Mobile           |                                                                            | Fictieve oorlog        |                                                                         |